# Florence Quivar
Florence Quivar es una mezzosoprano estadounidense nacida el 3 de marzo de 1944 en Filadelfia.
Una de las mezzosopranos más importantes de su generación especializada en el repertorio de oratorio, sinfónico y de lieder y spirituals. 
Debutó en 1977 en el Metropolitan Opera de New York como Marina de Borís Godunov. Entre 1977 y 1990 fue una de las figuras estables del teatro cantando como Jocasta ( Oedipus Rex), Suzuki ( Madama Butterfly) , Isabella (L'italiana in Algeri) , Federica (Luisa Miller), Fidès ( Le prophète), Mother Marie (Dialogues des Carmélites), Ulrica ( Un Ballo in Maschera) y Serena (Porgy and Bess). En Argentina cantò el papel de Yocasta tanto en el teatro Colón como en el Argentino de la Plata. 
En 1997 se despidió en el Requiem de Verdi dirigida por James Levine, marcando su representación 101 en el teatro.
Se retiró a mitad de la década del 2000 y se dedica a la enseñanza.